# Vila Václava a Luisy Tesařových
Vila Václava a Luisy Tesařových je reprezentativní rodinný dům zbudovaný v letech 1928–1929 pro MUDr. Václava Tesaře a jeho manželku Luisu v Čechově ulici v Hradci Králové. Autorem puristického architektonického návrhu byl architekt Bohumil Waigant.

## Investoři
O stavební povolení pro stavbu rodinného domu na tomto pozemku zažádal v červenci 1928 řídící lékař Okresního ústavu zdravotně sociální péče v Hradci Králové MUDr. Josef Vanický. Projekt pro rodinný dům vypracoval Vanického přítel, architekt Bohumil Waigant, a když byla na počátku roku 1929 stavba povolena, oslovil investor hradeckou stavební firmu Josefa Jihlavce, aby stavbu realizovala. V únoru roku 1929 ale parcelu koupil jiný lékař, primář oddělení ORL MUDr. Václav Tesař, který ovšem na stavební záměr přímo navázal a projekt nechal zcela bez úprav dokončit.

## Architektura
Vila je jednopatrová a tvoří ji čistě bílý hranol, z něhož v hlavním průčelí vyrůstá zastřešená terasa se sloupy a balkonem. Dalším zajímavým motivem jsou okénka na severní straně domu, vsazená do čtvercové sítě 4 × 4 orámované výraznou šambránou. Nároží domu lemují pásové lizény.
V suterénu vily je umístěno technické zázemí a byt pro domovníka. Centrálním prostorem přízemí je schodišťová hala obložená dubovým dřevem, na níž navazuje jídelna a obývací pokoj. V horním, ložnicovém patře je pak umístěna i pracovna.
Puristická architektura vily nese i prvky expresionismu. Zatímco Waigantovi mladší kolegové pracovali spíše s dynamickými formami expresionismu (často inspirovanými nautickým designem), Waigant se držel strohých přímých linií. Z prvků zaoceánských parníků převzal pouze vlajkový stožár, který byl umístěn na střeše domu a nesl kromě československé standarty také několik námořních signalizačních praporků.
Vila byla v průběhu 20. století rozdělena na několik bytových jednotek, v 80. letech 20. století byla novými majiteli opět scelena. Vždy však sloužila k obytným účelům. Do současnosti se dochovala v podstatě v původním stavu.

## Galerie

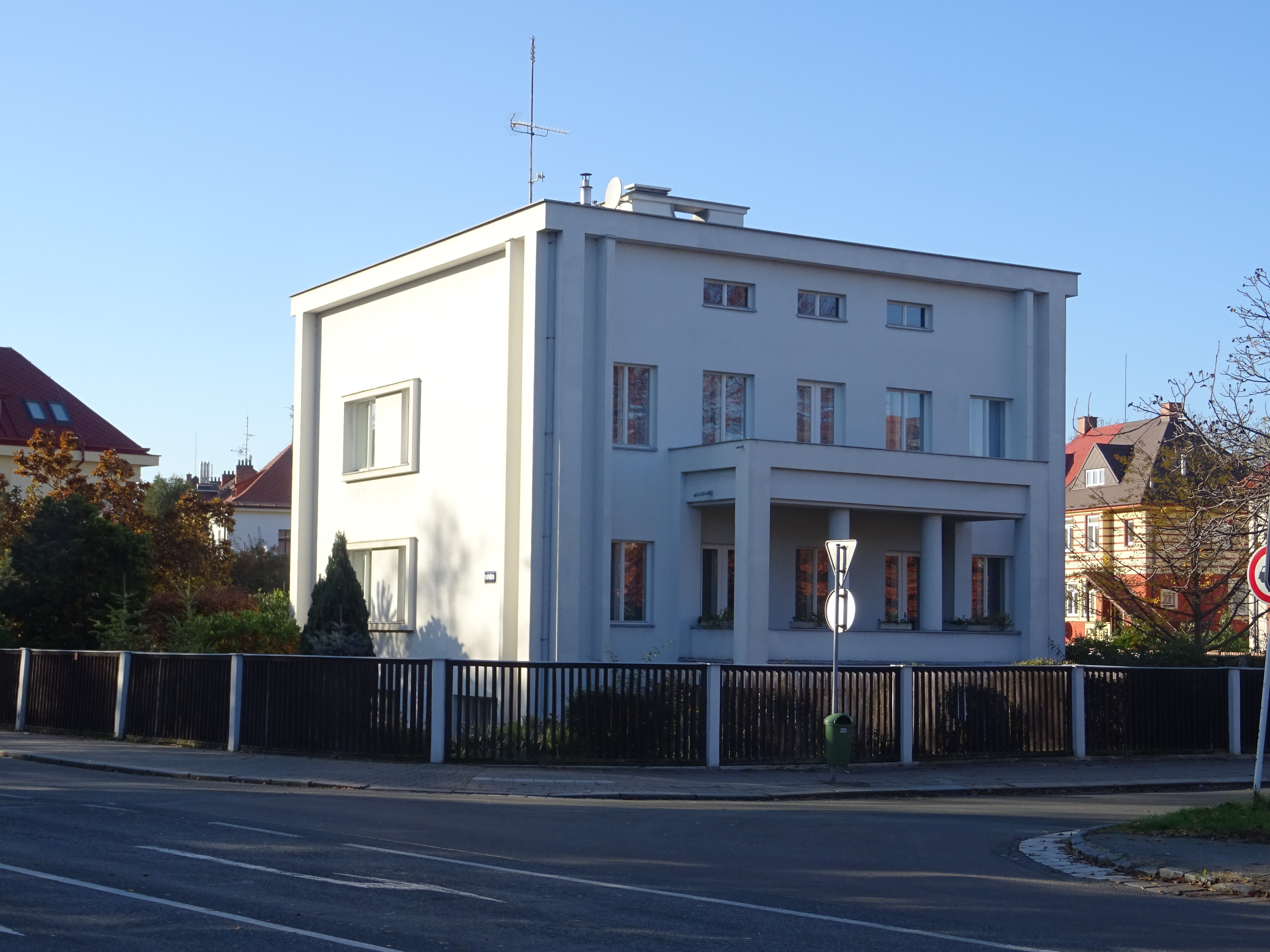
Průčelí s terasou se sloupy a balkonem
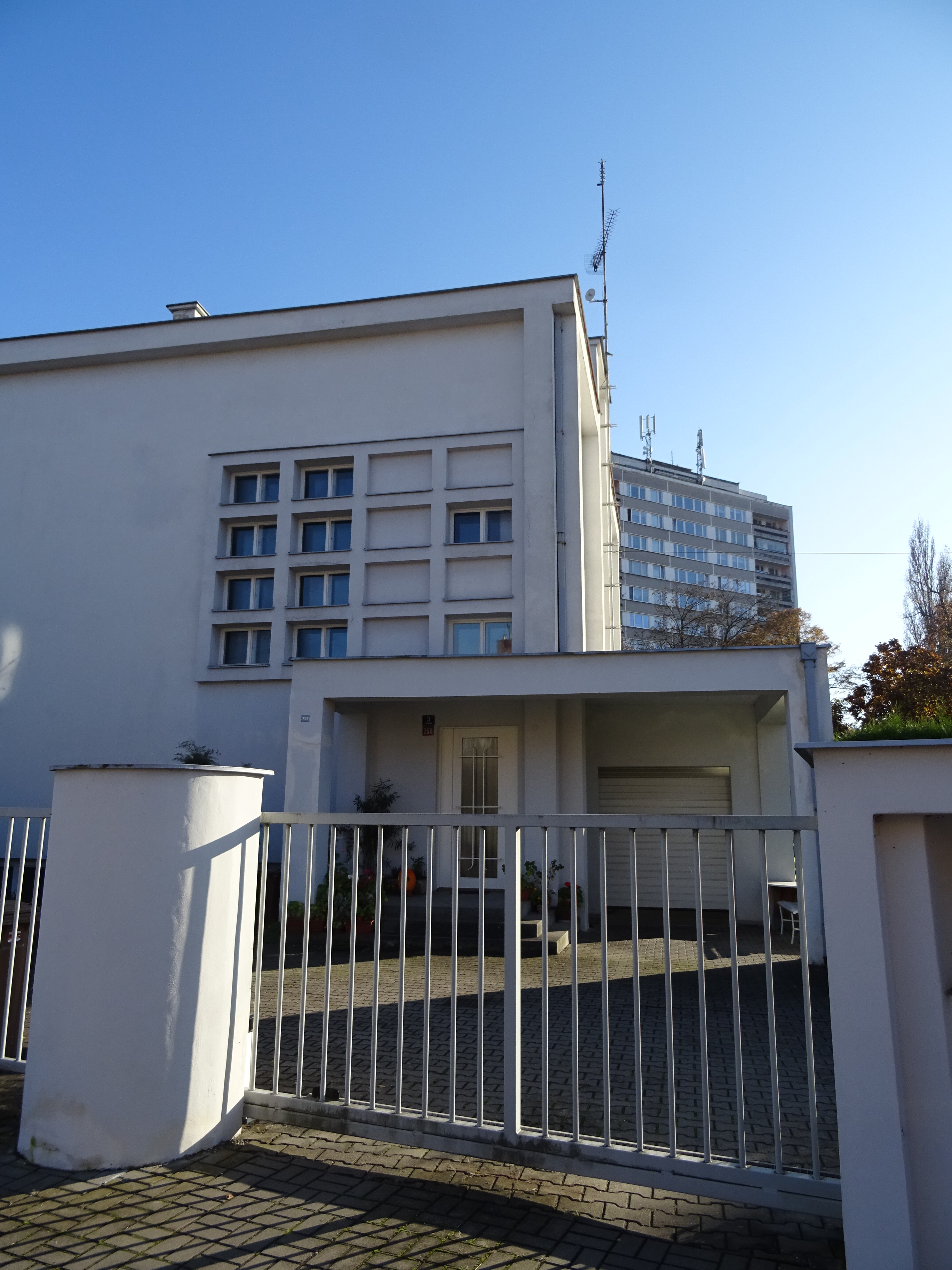
Pohled z ulice Čechova: síť okének v šambráně
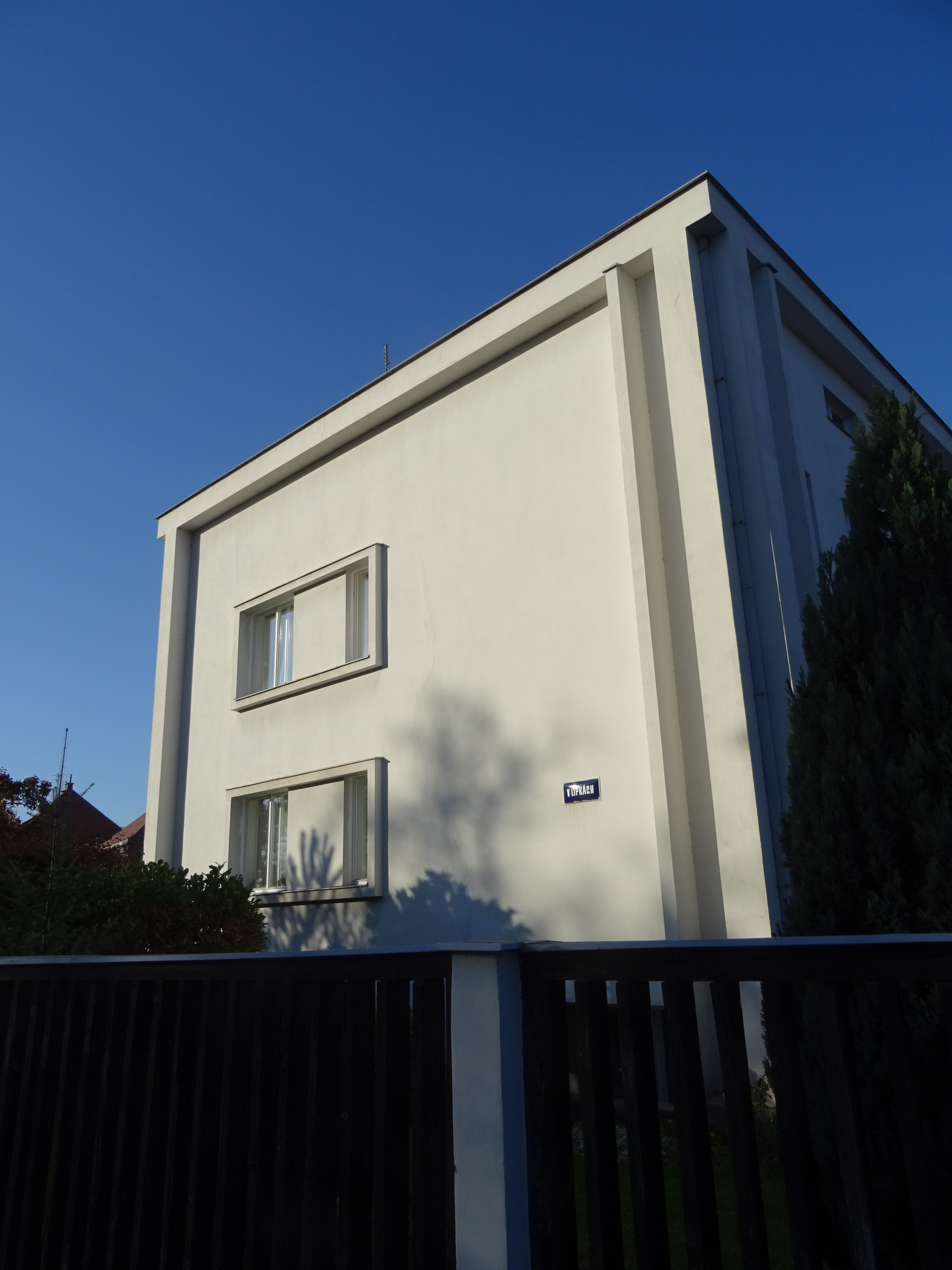
Pohled z ulice v Lipkách